# Nina Løseth
Nina Løseth (Ålesund, 27 febbraio 1989) è un'ex sciatrice alpina norvegese specialista delle prove tecniche e, in particolare, dello slalom speciale.
È la sorella di Lene e Mona, entrambe sciatrici alpine di alto livello; nell'ultimo scorcio della sua carriera (stagioni 2018-2020) aveva aggiunto al proprio il cognome del marito e si era iscritta alle liste FIS come Nina Haver-Løseth.

## Biografia

### Stagioni 2005-2014
Attiva in gare FIS dal gennaio del 2005, Nina Løseth ha esordito in Coppa Europa il 13 dicembre 2005 ad Alleghe, senza concludere lo slalom gigante in programma, e già nel mese successivo è riuscita ad andare a podio (2ª) e a vincere una gara nei due slalom speciali disputati a Lenzerheide il 5 e il 6 gennaio. Il 5 febbraio 2006 ha esordito in Coppa del Mondo gareggiando nello slalom speciale di Ofterschwang, senza qualificarsi; in marzo inoltre ha vinto la medaglia di bronzo ai Mondiali juniores del Québec nello slalom speciale, piazzandosi alle spalle di Maria Pietilä Holmner e Katrin Triendl. I primi punti in Coppa del Mondo sono arrivati il mese successivo, quando ha chiuso 28ª lo slalom speciale di Levi; nel 2007 ha preso parte ai Mondiali di Åre, suo esordio iridato, in cui ha ottenuto il 30º posto nello slalom gigante e il 10° nello slalom speciale.
Nel 2009 è stata prima convocata ai Mondiali di Val-d'Isère, dove non ha concluso la prova di slalom speciale, e in seguito ha vinto la sua seconda medaglia di bronzo, sempre nello slalom speciale, ai Mondiali juniores di Garmisch Partenkirchen. Nel 2013 ha partecipato ai Mondiali di Schladming classificandosi 35ª nello slalom gigante e non completando lo slalom speciale e ha conquistato l'ultima vittoria, nonché ultimo podio, in Coppa Europa, il 5 marzo ad Andalo/Paganella in slalom gigante, mentre l'anno dopo ha esordito ai Giochi olimpici invernali: a Soči 2014 è stata 17ª nello slalom gigante e non ha concluso lo slalom speciale.

### Stagioni 2015-2020
Nel 2015, il 4 gennaio ha ottenuto il suo primo podio in Coppa del Mondo, classificandosi al 3º posto nello slalom speciale di Zagabria Sljeme, e ha partecipato ai Mondiali di Vail/Beaver Creek, arrivando 11ª sia nello slalom gigante sia nello slalom speciale. Un anno dopo ha vinto la sua prima gara di Coppa del Mondo, lo slalom speciale disputato a Santa Caterina Valfurva il 5 gennaio 2016; ai successivi Mondiali di Sankt Moritz 2017, suo congedo iridato, si è classificata 10ª nello slalom gigante e 26ª nello slalom speciale.

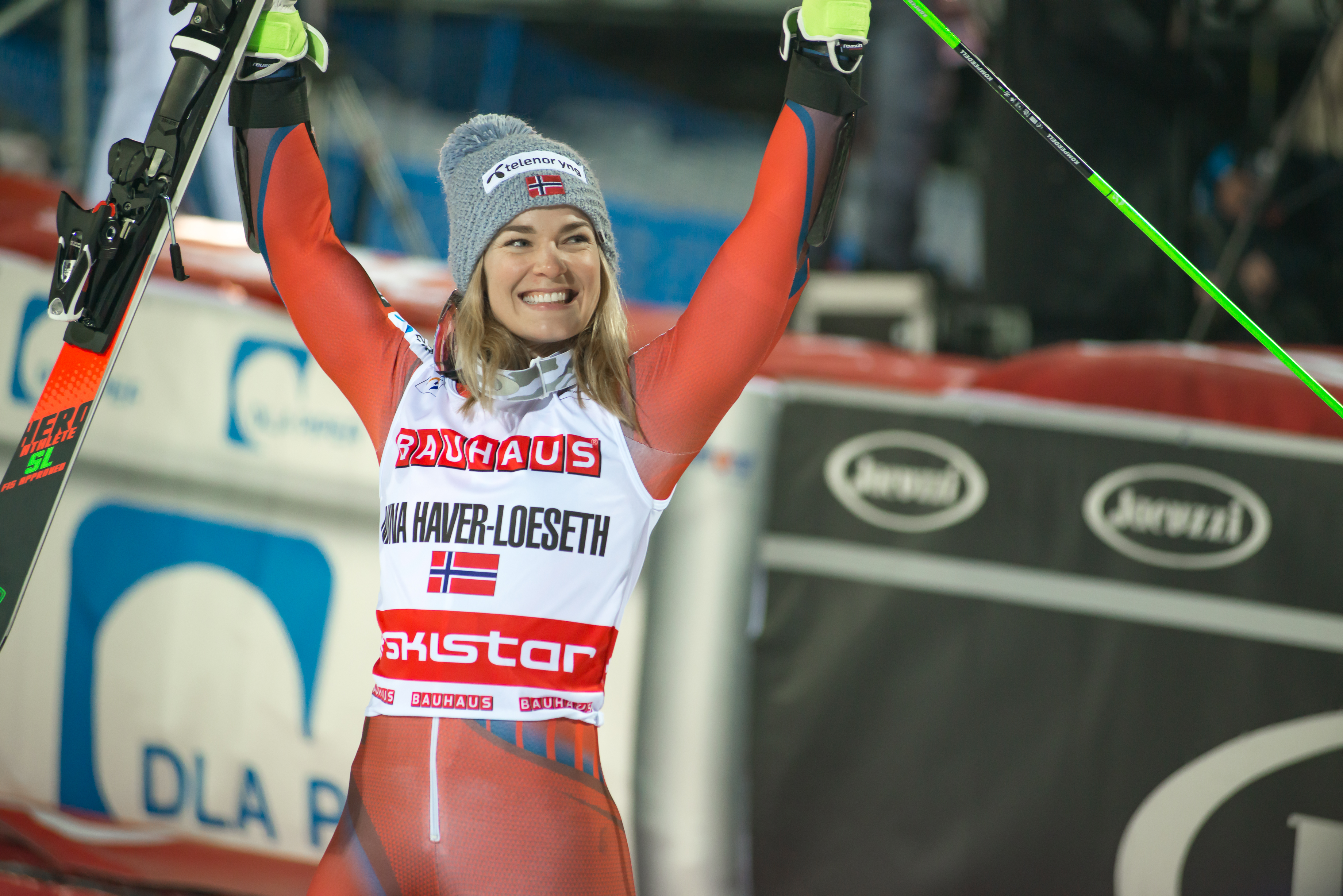
Nina Løseth dopo la vittoria nello slalom parallelo di Coppa del Mondo disputato a Stoccolma il 30 gennaio 2018

Il 30 gennaio 2018 ha colto a Stoccolma in slalom parallelo la sua seconda e ultima vittoria in Coppa del Mondo, nonché ultimo podio; ai successivi XXIII Giochi olimpici invernali di Pyeongchang 2018, sua ultima presenza olimpica, ha vinto la medaglia di bronzo nella gara a squadre e si è classificata 15ª nello slalom gigante e 6ª nello slalom speciale. Si è ritirata al termine della stagione 2019-2020 e la sua ultima gara è stata lo slalom speciale di Coppa del Mondo disputato a Kranjska Gora il 16 febbraio, chiuso dalla Løseth al 4º posto.

## Palmarès

### Olimpiadi
- 1 medaglia:
  - 1 bronzo (gara a squadre a Pyeongchang 2018)

### Mondiali juniores
- 2 medaglie
  - 2 bronzi (slalom speciale a Québec 2006; slalom speciale a Garmisch-Partenkirchen 2009)

### Coppa del Mondo
- Miglior piazzamento in classifica generale: 9ª nel 2016
- 8 podi (2 in slalom gigante, 4 in slalom speciale, 2 in slalom parallelo):
  - 2 vittorie (1 in slalom speciale, 1 in slalom parallelo)
  - 3 secondi posti (2 in slalom gigante, 1 in slalom speciale)
  - 3 terzi posti (2 in slalom speciale, 1 in slalom parallelo)

#### Coppa del Mondo - vittorie
| Data            | Località                | Paese  | Specialità |
| --------------- | ----------------------- | ------ | ---------- |
| 5 gennaio 2016  | Santa Caterina Valfurva | Italia | SL         |
| 30 gennaio 2018 | Stoccolma               | Svezia | PR         |

Legenda:

SL = slalom speciale

PR = slalom parallelo

#### Coppa del Mondo - gare a squadre
- 1 podio:
  - 1 secondo posto

### Coppa Europa
- Miglior piazzamento in classifica generale: 10ª nel 2013
- 11 podi:
  - 4 vittorie
  - 4 secondi posti
  - 3 terzi posti

#### Coppa Europa - vittorie
| Data             | Località         | Paese    | Specialità |
| ---------------- | ---------------- | -------- | ---------- |
| 6 gennaio 2006   | Lenzerheide      | Svizzera | SL         |
| 10 febbraio 2012 | Bad Wiessee      | Germania | GS         |
| 11 gennaio 2013  | Melchsee-Frutt   | Svizzera | SL         |
| 5 marzo 2013     | Andalo/Paganella | Italia   | GS         |

Legenda:

GS = slalom gigante

SL = slalom speciale

### Nor-Am Cup
- Miglior piazzamento in classifica generale: 35ª nel 2008
- 2 podi:
  - 1 vittoria
  - 1 terzo posto

#### Nor-Am Cup - vittorie
| Data            | Località | Paese       | Specialità |
| --------------- | -------- | ----------- | ---------- |
| 2 dicembre 2013 | Loveland | Stati Uniti | GS         |

Legenda:

GS = slalom gigante

### Australia New Zealand Cup
- Miglior piazzamento in classifica generale: 21ª nel 2011
- 1 podio:
  - 1 vittoria

#### Australia New Zealand Cup - vittorie
| Data             | Località   | Paese         | Specialità |
| ---------------- | ---------- | ------------- | ---------- |
| 8 settembre 2010 | Mount Hutt | Nuova Zelanda | SL         |

Legenda:

SL = slalom speciale

### Campionati norvegesi
- 15 medaglie[3]:
  - 4 ori (slalom speciale nel 2007; slalom speciale nel 2015; slalom gigante, slalom speciale nel 2016)
  - 8 argenti (slalom gigante nel 2007; slalom speciale, supercombinata nel 2008; slalom gigante nel 2013; slalom gigante, slalom speciale nel 2014; slalom gigante nel 2015; slalom speciale nel 2018)
  - 3 bronzi (slalom speciale nel 2006; supergigante nel 2010; slalom gigante nel 2017)